# Magic Bus (студия)
Magic Bus. (яп. 株式会社マジックバス Кабусики-гайся Ма:дзикку Ба:су:) — японская анимационная студия, основанная в 1977 году.

## История
Компания была основана в 1977 году продюсером и режиссером Сатоси Дэдзаки для производства аниме-сериалов Shin Kyojin no Hoshi. В 1983 году студия приняла участие в создании сериала Captain. С этого момента Magic Bus стала анимационной компанией по производству телесериалов и OVA, работая с такими компаниями, как Eiken и Artland.

## Работы

### Аниме-сериалы
- Wonder Beat Scramble (совместно с Mushi Production, 1986)
- Burn-Up Excess (совместно с AIC, 1997–1998)
- Sexy Commando Gaiden: Sugoi yo!! Masaru-san (1998)
- Totsugeki! Pappara-tai (1998–1999)
- Cinderella Boy (2003)
- Majū Sensen: The Apocalypse (2003)
- Damekko Dōbutsu (2005)
- Play Ball (совместно с Eiken, 2005)
- Patalliro Saiyuki! (2005)
- Play Ball 2nd (совместно с Eiken, 2005)
- Cobra the Animation (2010)
- Skirt no Naka wa Kedamono Deshita. (2017)

### OVA/ONA
- Urusei Yatsura OVA (эпизоды 4–9, 1985–2008)
- Kizuoibito (1986–1988)
- Legend of the Galactic Heroes (эпизоды 28-110, совместно с Artland, 1988–1997)
- Mahjong Hishōden: Naki no Ryū (совместно с GAINAX, 1988–1990)
- Gensei no Shugoshin P-hyoro Ikka (1988)
- Kasei Yakyoku (1989)
- Mad Bull 34 (1990–1992)
- Burning Blood (1990–1991)
- Yūkan Club (1991)
- Phantom Yūsha Densetsu (1991)
- Mahjong Hishōden: Naki no Ryū 2 (совместно с GAINAX, 1991)
- Hayō no Ken: Shokkoku no Mashō (1992)
- Miyuki-chan in Wonderland (1995)
- Cobra the Animation (2008—2009)
- Amai Choubatsu: Watashi wa Kanshu Sen'you Pet (2018)

### Полнометражные фильмы
- Grey: Digital Target (1986)
- Tobira o Akete (1986)
- Urusei Yatsura: The Final Chapter (1988)
- Big Wars (1993)
- Yukiwatari (1994)
- Bakumatsu no Spasibo (1997)
- Happy Birthday Inochi Kagayaku Toki (1999)
- Inochi No Chikyuu: Dioxin No Natsu (англ., совместно с GoGo Visual Planning, 2001)
- Yume Kakeru Kougen: Kiyosato no Chichi Paul Rusch (2002)
- Momoko, Kaeru no Uta ga Kikoeru yo. (2003)
- Shinshaku Sengoku Eiyū Densetsu Sanada Jū Yūshi The Animation (2005)
- Glass no Usagi (2005)